# قندرون متشعب
قندرون متشعب (الاسم العلمي:Chondrilla ramosissima) هو نوع من النباتات يتبع جنس القندرون من الفصيلة النجمية.